# Avgasbroms

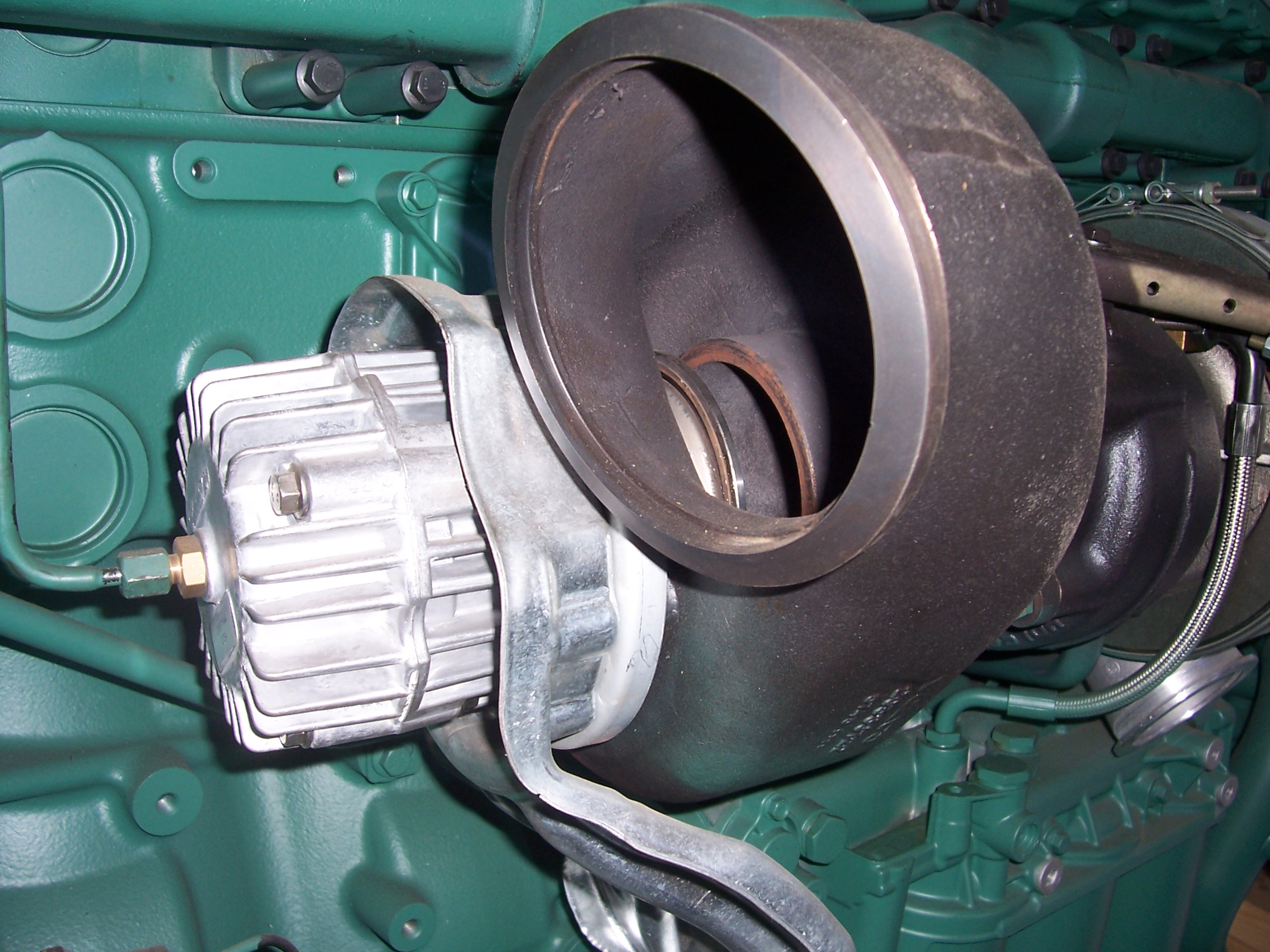
Avgasbroms på en lastbil.

Avgasbroms är en variant av ordinarie motorbroms, och används på större dieselmotorer i bussar och lastbilar. Syftet är att minska slitaget/användningen av det ordinarie bromssystemet, vars slitage på tunga fordon ofta är kostsam. Avgasbroms kan också vara bra ur säkerhetssynpunkt vid körning i långa branta nedförsbackar, där det ordinarie bromssystemet riskerar att fallera på grund av fading.
Avgasbromsning, i likhet med motorbromsning, används endast då gaspedalen är uppsläppt helt. Inget bränsle sprutas då in och inga avgaser produceras. Fordonets rörelse framåt driver motorn som i sin tur bara transporterar luft genom motorn. 
Avgasbromsen i sin enklaste form fungerar genom att ett spjäll vid turboaggregatet nästan stängs helt och skapar ett övertryck i avgasgrenröret. Detta gör det tungt för motorns kolvar att vid gasväxling pressa ut luften ur cylindern, förbi avgasventilerna. På detta sätt erhålls en viss bromseffekt utöver drivlinans friktion. Observera att spjället inte får stängas helt eftersom luften då inte kan passera ut från cylindern utan istället fjädrar tillbaka likt en gasfjäder, bromseffekten blir i så fall noll. Detta kan man själv prova med en cykelpump. Hur mycket man kan bromsa begränsas av hur mycket tryck som avgasgrenrörets och turbons skruvförband tål.
Mer avancerade system finns, så kallad kompressionsbroms (i USA "Jake Brake"), som gör att även motorns kompressionstakt kan användas för bromsning. När kolven är som högst och skall vända med stängda ventiler så kan avgasventilen öppnas en kort tid och punktera trycket/gasfjäderverkan. Mycket energi går förlorad vilket innebär lika mycket energi i bromsning. Denna broms är mångfaldigt bättre än den som enbart har ett spjäll men är avancerad och ganska dyr.
Man kan ansätta avgasbroms/kompressionsbroms via en fotpedal, men vissa fordon har automatiserat detta så att då bromspedalen trycks ned så används först avgasbromsen och först när den inte räcker till så ansätts de ordinarie bromsarna. Avgasbromsen/kompressionsbromsen fungerar bäst när motorn går på höga varvtal.